# Le Conseiller du parrain
Pour plus de détails, voir Fiche technique et Distribution.
Le Conseiller du parrain (La legge della Camorra) est un poliziottesco italien réalisé par Demofilo Fidani et sorti en 1973.

## Synopsis
Carolina Miceli, veuve de Salvatore Caruso, qui s'est rendue au chevet de Gaetano Liguoro, chef mourant de la Camorra, raconte comment, en désaccord sur le trafic de drogue, les frères Gaetano et Tony Liguori ont ouvert les hostilités contre son père Calogero Miceli, soutenu par des politiciens, qui s'opposait à ce nouveau commerce. Elle raconte sa jeunesse en Amérique et en particulier l'histoire de Lucky De Simone : comment il est arrivé chez elle un soir et comment il a reçu l'aide de son père, Don Calogero. Lucky était collecteur d'impôts pour l'organisation, mais il aimait travailler seul, ce qui lui valut des ennuis qui le conduisirent en prison. Après avoir éliminé Lucky des Liguori, Miceli espérait que la paix reviendrait enfin. Cependant, après la mort de Don Gaetano, les hostilités reprennent.

## Fiche technique
- Titre : Le Conseiller du parrain[1]
- Titre italien : La legge della Camorra[2]
- Réalisateur : Demofilo Fidani (sous le nom de « Nedo De Fida »)
- Scénario : Demofilo Fidani, Maria Rosa Valenza
- Photographie : Claudio Morabito
- Montage : Giancarlo Venarucci Cadueri
- Musique : Lallo Gori
- Décors et costumes : Maria Rosa Valenza
- Maquillage : Luciana Blengini
- Production : Demofilo Fidani, Franco Clementi
- Société de production : Tarquina Internazionale
- Pays de production :  Italie
- Langue originale : italien
- Format : Couleur - 1,85:1 - Son mono
- Durée : 83 minutes
- Genre : Poliziottesco
- Dates de sortie :
  - Italie : 18 juillet 1973

## Distribution
- Dino Strano (de) (sous le nom de « Dean Stratford ») : Gaetano Liguoro
- Simonetta Vitelli (sous le nom de « Mariangela Matania ») : donna Carolina
- Marco Guglielmi : don Calogero Miceli
- Jeff Cameron : Mike Artusi
- Raffaele Di Mario : don Salvatore Caruso
- Silvio Noto : Alfonso Caruso
- Reza Beyk Imanverdi (fa) (sous le nom de « Robert Macaluso ») : Lucky De Simone
- Franco Ricci (sous le nom de « Anthony G. Stanton ») : Angelo
- Simone Santo : le parrain de la mafia
- Pietro Torrisi : le tueur
- Marco Mariani (it) : le docteur
- Enzo Pulcrano